# Morta
Morta (o Marta; Šiauliai, 1210 circa – Vilnius, 1263) è stata la moglie di Mindaugas, il primo sovrano del Granducato di Lituania.
Fu la duchessa di Lituania (fino al 1253) e successivamente regina della Lituania (1253-1262), quando il marito elevò il Ducato a Regno. Si sa molto poco della sua vita. Probabilmente, Morta fu la seconda consorte di Mindaugas poiché Vaišvilkas, il figlio maggiore di Mindaugas, era già in età matura secondo i documenti del tempo mentre i figli di Morta erano ancora giovani e non indipendenti. Dopo la sua morte, Mindaugas sposò sua sorella, la moglie di Daumantas di Pskov. Per vendetta, Daumantas si alleò con Treniota e assassinò Mindaugas e due figli di Morta nel 1263.

## Una figura misteriosa
Il suo nome pagano è sconosciuto. L'unico indizio sulla sua origine o luogo di nascita è una breve menzione nei commenti a seguito del trattato firmato nel 1219 tra i duchi lituani e il Principato di Galizia-Volinia. Nei documenti disponibili si dice che Mindaugas uccise molti membri della famiglia Bulaičiai, incluso Vismantas, la cui moglie fu presa in sposa dal futuro re di Lituania. Il codice Ipaziano racconta che Vismantas fu ucciso nel 1251-1253 durante un attacco contro il castello di Vykintas (si presume la costruzione si trovasse a Tverai). Si presume che Morta e la donna promessa in sposa a Vismantas fossero la stessa persona. Lo storico lituano Edvardas Gudavičius ha analizzato i toponimi e ha stabilito che la famiglia Bulaičiai molto probabilmente proveniva dalla regione di Šiauliai: sulla base di questa estrapolazione, Šiauliai si fregia di essere la città natale di Morta.

## Biografia
La vita di Morta è brevemente descritta nelle cronache rimate della Livonia. In esse, l'immagine della donna che ne esce fuori è di una persona capace, che ha consigliato suo marito negli affari politici e dava persino luogo a dialoghi accesi con Mindaugas. Sempre secondo le Cronache, fu favorevole alla conversione lituana al cristianesimo, si oppose a Treniota e difese i cristiani quando Mindaugas riabbracciò il paganesimo. Tenendo conto del suo sostegno ai cristiani e del fatto che il suo nome pagano sia sconosciuto, lo storico lituano Rimvydas Petrauskas ritiene che Morta fu forse battezzata prima di Mindaugas (il cui battesimo avvenne intorno al 1252 per opera del vescovo di Chełmno e alla presenza del Gran maestro dell'Ordine di Livonia Andreas von Felben). Anche la data esatta del matrimonio non è nota.

## Famiglia
Le fonti scritte contengono poche informazioni sulla famiglia di Morta e non è del tutto chiaro quanti figli abbia avuto. Due figli, Replys e Gerstukas, sono citati una sola volta in tutto in un atto datato 7 agosto 1261. L'atto, con il quale Mindaugas avrebbe concesso la Selonia intera all'Ordine Livoniano, potrebbe essere un falso storico realizzato dall'Ordine per legittimarne l'acquisizione. Il Codice Ipaziano afferma che due figli, Rūklys e Rupeikis, furono assassinati insieme a Mindaugas nel 1263. Questa è l'unica informazione ritenuta affidabile dagli storici: i dubbi nascono sul fatto che questi fossero gli stessi due figli del documento del 1261, i cui nomi erano stati dunque distorti dagli scrittori medievali, o se Mindaugas e Morta avessero avuto effettivamente di quattro figli. Ad avvalorare la prima ipotesi vi è il fatto che quando Treniota usurpò il Granducato, non vi fu nessun'altra rivendicazione se non quella di Vaišelga e di Tautvila: ciò potrebbe significare che, qualora i figli fossero stati effettivamente quattro, i due nominati nel 1261 perirono in giovane età.

## Lascito
Il mistero creatosi attorno alla figura di Morta, dipinta come donna forte in un periodo storico assolutamente particolare per la Lituania, è stato d'ispirazione per numerosi artisti contemporanei.